# Diocesi di Eleuteropoli di Macedonia
La diocesi di Eleuteropoli di Macedonia (in latino Dioecesis Eleutheropolitana in Macedonia) è una sede soppressa e sede titolare della Chiesa cattolica.

## Storia
Eleuteropoli di Macedonia, il cui sito archeologico si trova nei pressi di Nea Peramos, a 17 km. da Kavala in Grecia, è un'antica sede vescovile della provincia romana della Macedonia Seconda nella diocesi civile omonima, suffraganea dell'arcidiocesi di Filippi.
La sede è sconosciuta a Michel Le Quien e nessun vescovo è riportato nella sua opera Oriens christianus. In effetti, la città episcopale era nota nel primo millennio con un nome diverso. Nella Notitia Episcopatuum attribuita all'imperatore Leone VI (inizio X secolo), fra le diocesi suffraganee di Filippi è menzionata la sede di Alectoropolis.. Inoltre nel 1212, in una lettera di papa Innocenzo III a Guglielmo, arcivescovo latino di Filippi, l'antica sede greca è chiamata con il nome di Eleutheropolis, nome che rimase nella nomenclatura greca una volta terminata la presenza latina nella regione.
La sigillografia ha restituito il nome di un solo vescovo, Giorgio episkopos Alektoropoleos, il cui sigillo è datato all'XI secolo.
Dal 1933 Eleuteropoli di Macedonia è annoverata tra le sedi vescovili titolari della Chiesa cattolica; il titolo finora non è mai stato assegnato.

## Cronotassi dei vescovi greci
- Giorgio † (XI secolo)